# Andreas Dräger (Handballspieler)
Andreas Dräger (* 9. Juli 2001 in Hollabrunn) ist ein Handballtrainer und ehemaliger österreichischer Handballspieler.

## Karriere
Dräger begann in seiner Jugend beim UHC Hollabrunn Handball zu spielen. Bereits in der Saison 2016/17 stand er erstmals im Kader der ersten Mannschaft. Außerdem besuchte Dräger begleitend das Schulleistungssportzentrum der ORG Maroltingergasse, welche im Wiener Bezirk Ottakring beheimatet ist, und konnte in seiner Altersstufe die ISF-Schulmeisterschaft 2018 gewinnen.
Mit dem Team, in dem unter anderem auch Lukas Hutecek, Elias Kofler oder Constantin Möstl spielten, konnte Deutschland im Finale 21:18 besiegt werden.
Ab 2018/19 nahm der Rechtshänder auch für Union West Wien an Jugendbewerben teil. 2020/21 wurde er per Förderlizenz an die SG Handball West Wien, für die Handball Liga Austria, ausgeliehen. In dieser Saison lief Dräger außerdem per Förderlizenz für WAT Atzgersdorf in der HLA  Challenge auf. 2021/22 wurde das Doppelspielrecht zwischen UHC Hollabrunn und der SG Handball West Wien verlängert. Seit 2022/23 läuft Dräger ausschließlich für Handball West Wien auf. In dieser Saison feierte er den Meistertitel mit dem Team. Nachdem sich Handball West Wien aus wirtschaftlichen Gründen aus der ersten Liga zurückziehen musste, lief Dräger 2023/24 für das Team in der HLA Challenge auf. Handball West Wien beendete die Spielzeit als Meister, stieg damit wieder in die Handball Liga Austria auf und konnte als erstes Zweitligateam den Pokalwettbewerb für sich entscheiden.
Nach der Saison 2024/25 beendete er seine Karriere als Spieler und ist aktuell für den Handball West Wien als Co-Trainer tätig.

## Erfolge
- Jugend
  - ISF Schul-Weltmeister 2018[14]
- Handball Westwien
  - 1× Österreichischer Meister 2022/23
  - 1× Österreichischer Pokalsieger 2023/24
  - 1× Meister 2. Liga Österreich 2023/24

## Saisonbilanzen

### HLA Meisterliga
| Saison    | Verein               | Spielklasse     | Spiele | Tore | 7-Meter      | Feldtore |
| --------- | -------------------- | --------------- | ------ | ---- | ------------ | -------- |
| 2020/21   | SG Handball Westwien | HLA Meisterliga | 022    | 02   | 0/0          | 02       |
| 2021/22   | SG Handball Westwien | HLA Meisterliga | 017    | 018  | 0/0          | 018      |
| 2022/23   | SG Handball Westwien | HLA Meisterliga | 017    | 036  | 1/1          | 036      |
| 2024/25   | Handball West Wien   | HLA Meisterliga | 028    | 115  | 41/62        | 074      |
| 2020–2025 | gesamt               | HLA Meisterliga | 084    | 171  | 42/63 (67 %) | 129      |

### HLA Challenge
| 2016/17   | UHC Hollabrunn                                                  | HLA Challenge                                                   | 015                                                             | 06                                                              | 0/0                                                             | 06                                                              |                                                                 |                                                                 |                                                                 |                                                                 |
| 2017/18   | UHC Hollabrunn                                                  | HLA Challenge                                                   | 020                                                             | 08                                                              | 0/0                                                             | 08                                                              |                                                                 |                                                                 |                                                                 |                                                                 |
| 2018/19   | UHC Hollabrunn                                                  | HLA Challenge                                                   | 025                                                             | 036                                                             | 12/19                                                           | 024                                                             |                                                                 |                                                                 |                                                                 |                                                                 |
| 2019/20   | Saison aufgrund der COVID-19-Pandemie in Österreich abgebrochen | Saison aufgrund der COVID-19-Pandemie in Österreich abgebrochen | Saison aufgrund der COVID-19-Pandemie in Österreich abgebrochen | Saison aufgrund der COVID-19-Pandemie in Österreich abgebrochen | Saison aufgrund der COVID-19-Pandemie in Österreich abgebrochen | Saison aufgrund der COVID-19-Pandemie in Österreich abgebrochen | Saison aufgrund der COVID-19-Pandemie in Österreich abgebrochen | Saison aufgrund der COVID-19-Pandemie in Österreich abgebrochen | Saison aufgrund der COVID-19-Pandemie in Österreich abgebrochen | Saison aufgrund der COVID-19-Pandemie in Österreich abgebrochen |
| 2020/21   | WAT Atzgersdorf                                                 | HLA Challenge                                                   | 08                                                              | 027                                                             | 3/4                                                             | 024                                                             |                                                                 |                                                                 |                                                                 |                                                                 |
| 2021/22   | UHC Hollabrunn                                                  | HLA Challenge                                                   | 01                                                              | 0                                                               | 0/0                                                             | 0                                                               |                                                                 |                                                                 |                                                                 |                                                                 |
| 2023/24   | Handball West Wien                                              | HLA Challenge                                                   | 028                                                             | 126                                                             | 58/71                                                           | 068                                                             |                                                                 |                                                                 |                                                                 |                                                                 |
| 2016–2024 | gesamt                                                          | HLA Challenge                                                   | 097                                                             | 203                                                             | 73/94 (78 %)                                                    | 130                                                             |                                                                 |                                                                 |                                                                 |                                                                 |